# Monte Paschi Eroica 2008
La Monte Paschi Eroica 2008 fou la primera edició de la Monte Paschi Eroica. La cursa es disputà el 8 de març de 2008 sobre un recorregut de 181 km. El vencedor fou el suís Fabian Cancellara, que s'imposà a l'esprint al seu company d'escapada, Alessandro Ballan.

## Equips participants
| Núm.  | Codi | Equip                            |
| ----- | ---- | -------------------------------- |
| 1-8   | QST  | Quick Step                       |
| 11-18 | ASA  | Acqua & Sapone-Caffè Mokambo     |
| 21-28 | BAR  | Barloworld                       |
| 31-38 | COF  | Cofidis, le Crédit par Téléphone |
| 41-48 | CSF  | CSF Group-Navigare               |
| 51-58 | SDA  | Serramenti Diquigiovanni-Androni |
| 61-68 | GST  | Gerolsteiner                     |
| 71-78 | THR  | Team High Road                   |

| Núm.    | Codi | Equip                    |
| ------- | ---- | ------------------------ |
| 81-88   | LAM  | Lampre-Fondital          |
| 91-98   | LIQ  | Liquigas                 |
| 101-108 | LPR  | LPR Brakes-Ballan        |
| 111-118 | SDV  | Saunier Duval-Scott      |
| 121-128 | TSL  | Team Slipstream-Chipotle |
| 131-138 | CSC  | Team CSC-Saxo Bank       |
| 141-148 | MRM  | Team Milram              |
| 141-148 | TCS  | Tinkoff Credit Systems   |

## Recorregut
En la present edició els ciclistes han de superar 7 trams de strade bianche, que fan un total de 56,1 km.
- Sector 1: del km 35 al 48,5
- Sector 2: del km 53,9 al 59,4
- Sector 3: del km 82,3 al 94,2
- Sector 4: del km 95,2 al 103,2
- Sector 5: del km 132,4 al 143,9
- Sector 6: del km 163,7 al 167
- Sector 7: del km 170,4 al 172,8

## Classificació
| Pos. | Ciclista          | Equip                        | Temps      |
| ---- | ----------------- | ---------------------------- | ---------- |
| 1.   | Fabian Cancellara | Team CSC                     | 4h 34' 41" |
| 2.   | Alessandro Ballan | Lampre                       | m. t.      |
| 3.   | Linus Gerdemann   | Team High Road               | + 15"      |
| 4.   | Martijn Maaskant  | Team Slipstream-Chipotle     | + 15"      |
| 5.   | Baden Cooke       | Barloworld                   | + 15"      |
| 6.   | Patrick Calcagni  | Barloworld                   | + 15"      |
| 7.   | Niklas Axelsson   | Serramenti PVC Diquigiovanni | + 15"      |
| 8.   | Thomas Lövkvist   | Team High Road               | + 15"      |
| 9.   | Pàvel Brut        | Tinkoff Credit Systems       | + 38"      |
| 10.  | Ryder Hesjedal    | Team Slipstream-Chipotle     | + 38"      |